# Amanti di Hasanlu

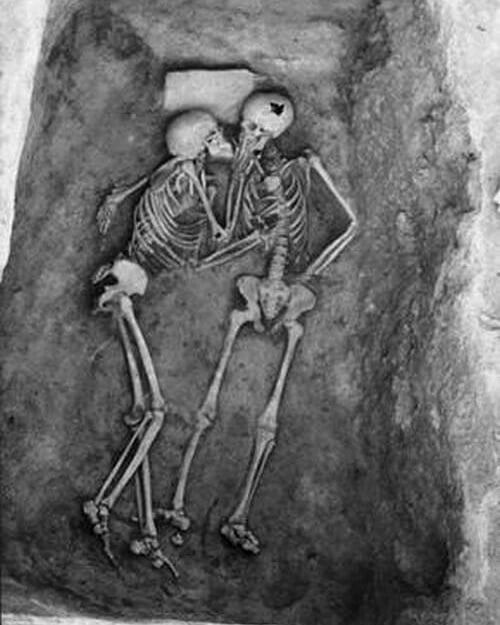
Amanti di Hasanlu - Penn Museum Image - 97482

Gli amanti di Hasanlu sono resti umani scoperti nel 1972 nel sito di Teppe Hasanlu nella parte nord-occidentale dell'attuale Iran nella valle di Solduz nella provincia dell'Azerbaigian Occidentale da un team di ricerca della Università della Pennsylvania guidato da Robert Dyson.
Il ritrovamento, immortalato in una celebre fotografia nota come Hasanlu Lovers o anche The 2800 Years Old Kiss, di due scheletri umani, a destra un uomo e a sinistra una donna (potenzialmente un altro uomo), apparentemente legati in un abbraccio.

## Descrizione
Lo scheletro dell'uomo sulla destra è disteso sul dorso. Le prove dentali suggeriscono che questo era un giovane adulto, di età compresa tra i 19 ed i 22 anni. La salute sembra essere stata buona al momento del decesso senza evidenza di ferite mortali.
L'altro scheletro, è poggiato sul lato sinistro, con la testa rivolta verso il volto del maschio quasi a suggellare un bacio. Al momento della morte aveva circa 30-35 anni. Anche in questo caso non ci sono evidenze di ferite mortali.
La coppia di scheletri giace in un fossato grossolanamente scavato senza alcun tipo di corredo funebre a parte una lastra di pietra posizionato sotto la testa dell'individuo a sinistra. Si presume siano morti insieme intorno all'800 a.C., durante la distruzione della cittadella di Teppe Hasanlu ad opera degli Urartu.